# 할리 제인 코작

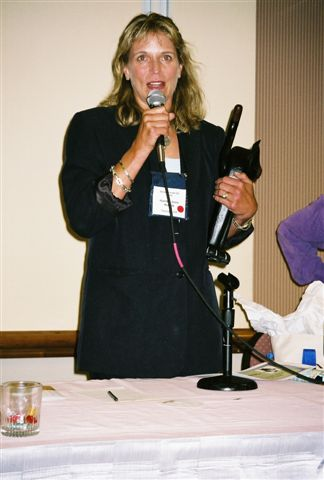

할리 제인 코잭(Harley Jane Kozak, 1957년 1월 28일 ~ )은 미국의 작가, 배우이다.
윌크스바에서 태어났다.

## 출연 작품
- 더 레드 퀸 (2009년)
- 타이타닉 (1996년)
- 플래닛 (1996, Dark Planet)
- 안드로이드 (1995년) - 카렌 역
- 신비의 호수 (1995년) - 닥터 완더 벨 역
- 여자 둘 남자 셋 (1994년)
- 피고인 (1993년)
- 사랑의 크리스마스 (1991년)
- 환희의 터치다운 (1991년)
- 테이킹 베버리힐즈 (1991년)
- 청춘 보고서 (1990, Side Out)
- 아라크네의 비밀 (1990년)
- 우리 아빠 야호 (1989년)
- 해리가 샐리를 만났을 때 (1989년) - 헬렌 역
- 여대생 기숙사 (1983년)

### 텔레비전
- 가이딩 라이트 (1983-85)
- L.A. 로 (1991)
- 시카고 메디컬 (1998)

## 도서
- Dating Dead Men (2004)
- Dating Is Murder: A Novel (2005)
- Dead Ex (2007)
- A Date You Can't Refuse (2009)